# Sequans Communications
Sequans Communications es una empresa de tecnología de semiconductores-4G. Es una desarrolladora de WiMAX 4G, LTE y  chips de modo dual para desarrolladores de aparatos inalámbricos.

## Historia
Georges Karam fundó Sequans Communications en 2003. Sequans está establecido en París, Francia y tiene sucursales en Estados Unidos, el Reino Unido, Israel, Singapur, Taiwán, China, Corea del Sur, y Hong Kong. Sequans cotiza en la Bolsa de Valores de Nueva York como SQNS.
Karam contaba con experiencia como director ejecutivo de Alcatel-Lucent, Pacific Broadband, SAGEM y Philips. Además fungió como vicepresidente de Juniper Networks, donde dirigía los departamentos de ingeniería de cables y mercadotecnia. Karam también es dueño de diversas patentes de comunicación digital. Él es el ahora presidente, director ejecutivo y presidente de la junta de directores de Sequans Communications.
Sequans comenzó produciendo tecnología de semiconductores WiMAX 4G. Para 2012, Sequans produce WiMAX, LTE y tecnología 4G de modo dual.
Sequans comenzó en la industria de LTE en 2009. En 2011, Investors.com reportó que Sequans estaba compitiendo con los gigantes de la industria LTE con los diseños de sus chips. La empresa también celebró su oferta pública de venta en la Bolsa de Valores de Nueva York el 15 de abril de 2011. Fue la primera empresa francesa en cotizar en esa Bolsa de Valores desde el 2002. La OPV recaudó $77 millones de dólares en producto bruto. Los ingresos de Sequans en el año 2011 fueron de $94 millones de dólares.
En junio de 2012, Sequans anunció que su tecnología se encontraba en 15 diferentes teléfonos inteligentes de HTC y tabletas a nivel mundial. Estos dispositivos están disponibles en las redes de Sprint, Virgin Mobile, y Boost en los Estados Unidos, Global Mobile y Vee Time en Taiwán, KDDI en Japón, y Korea Telecom en Corea del Sur.
También en 2012, Sequan se asoció con Greenpacket, un proveedor global de redes 4G, para comercializar el primer dispositivo 4G WiMAX y el primer dispositivo de acceso TDD LTE de modo dual. Esta tecnología soporta proveedores que están cambiando de WiMAX a LTE. Sequans también lanzó la tecnología de rechazo de interferencias Sequans AIR. A partir de mayo de 2012, Sequans también está colaborando con Clearwire con la vista puesta en la tecnología TD-LTE.
La empresa ha provisto de chips de prueba para redes TD-LTE a China Mobile, y chips TD-LTE comerciales para las redes de SKY Brasil y la Red Nacional de Banda Ancha de Australia. Los fabricantes que han utilizado los chips de tecnología LTE de Sequans para generar dispositivos LTE son Ubee Interactive, Telenet Systems, Gemtek, Netcomm, Seowon Intech, Modacom, entre otros.
Para 2012, Sequans es la tercera empresa más grande de manufactura de semiconductores fabless de Europa. Sequans tiene como objetivo clave las oportunidades de mercado FDD y TDD LTE dado el crecimiento de los mercados de LTE.

## Productos
Sequans es un desarrollador de tecnología para semiconductores 4G, y a lo largo de la vida de la empresa ha desarrollado cinco generaciones de tecnología 4G. Sus productos soportan ambos tipos de tecnologías existentes de protocolos banda ancha móvil 4G, WiMAX y LTE.
Los productos WiMAX de Sequans están disponibles en alrededor de 15 teléfonos inteligentes y tabletas, incluyendo los dispositivos HTC Evo. Sus chips WiMAX cumplen con la banda fija WiMAX (802.16d) y banda móvil WiMAX (802.16e) de los estándares IEEE. La tecnología de Sequans también alimenta dispositivos tales como módems USB y routers móviles.
Sequans comenzó a desarrollar productos LTE en 2009. En 2011, el Ministerio de Tecnología de la Industria e Información (MIIT en sus siglas inglesas) de China aprobó los chips de primera generación de Sequans para ser utilizados en las pruebas de la fase 1 a gran escala de China Mobile. El MIIT aprobó que los chips de segunda generación fueran utilizados en el 2012 en las pruebas de la fase 2. 
En 2012, Sequans y China Mobile tienen previsto[actualizar] pasar a las pruebas de la fase dos de su producción a gran escala de LTE. Sequans tiene previsto seguir comercializando semiconductores LTE, considerando que las redes que actualmente utilizan 2G y 3G se actualicen para soportar 4G.

Semiconductores WiMAX.
- El sistema en los chips SQN1200 ofrece banda base y RF de triple banda en un solo dado de 65 nm.

Semiconductores LTE
Productos de la familia StreamrichLTE
- El sistema de banda base integrado en el chip SQN3110 Andromeda está diseñado para teléfonos inteligentes y tabletas LTE, que cumple con los protocolos 3GPP R9 e integrado en un CMOS de 40 nm. Permite rendimiento en descargas de 150 Mbps e incluye SDRAM en un paquete de 10x10 mm.

- El sistema de banda base integrado en el chip SQN3120 Mont Blanc está diseñado para módems USB sin host y CPE de escritorio, que cumple con los protocolos 3GPP R9 e integrado en un CMOS de 40 nm. Permite rendimiento en descargas de 150 Mbps e incluye procesador de aplicaciones programables por el consumidor y SDRAM en un paquete de 10x10 mm.

- El sistema de banda dual integrado en el chip SQN5120 Mont Blanc está diseñado para dispositivos de banda dual WiMAX/LTE, que cumple con los protocolos 3GPP R9 e integrado en un CMOS de 40 nm. Permite rendimiento en descargas de 150 Mbps e incluye procesador de aplicaciones programables por el consumidor y SDRAM en un paquete de 10x10 mm.

Productos de la familia StreamliteLTE
- El sistema de banda de base integrado en el chip SQN3101 Firefly está diseñado para aparatos electrónicos del consumidor y dispositivos máquina a máquina, que cumple con los protocolos 3GPP R9 e integrado en un CMOS de 40 nm. Permite rendimiento en descargas de 50 Mbps en un paquete de 10x10 mm.

## Premios y reconocimientos
- En 2010, Sequans fue el ganador del premio Ecosystem Award de la RCR Wireless News por la mejor empresa de chips para móviles.[20]

- Deloitte colocó a Sequans en el número 163 de su lista Technology Fast 500 del año 2011.[21]

- El Instituto Nacional de Microelectrónica otorgó al fundador de la compañía el reconocimiento compartido al Emprendedor Tecnológico del Año 2011.[4]